# Инкаш (ручей)
Инкаш — ручей в России, протекает в Путятинском районе Рязанской области. Левый приток реки Инкаш.

## География
Ручей Инкаш берёт начало у деревни Петровка. Течёт на север по открытой местности. Устье ручья находится в 1,6 км по левому берегу реки Инкаш. Длина ручья составляет 16 км, площадь водосборного бассейна 69,5 км².

## Данные водного реестра
По данным государственного водного реестра России относится к Окскому бассейновому округу, водохозяйственный участок реки — Ока от города Рязань до водомерного поста у села Копоново, без реки Проня, речной подбассейн реки — бассейны притоков Оки до впадения Мокши. Речной бассейн реки — Ока.
Код объекта в государственном водном реестре — 09010102212110000026116.